# الجدني (السدة)

تعديل مصدري - تعديل

الجدني هي إحدى قرى عزلة الأعماس بمديرية السدة التابعة لمحافظة إب، بلغ تعداد سكانها 168 نسمة حسب تعداد اليمن لعام 2004.